# 135-ös busz (Budapest, 2007–2008)
A budapesti 135-ös jelzésű autóbusz Ferihegy vasútállomás és Pestszentimre, központ között közlekedett. A viszonylatot a Budapesti Közlekedési Zrt. üzemeltette.

## Története
2007. július 15-én – a Ferihegy vasútállomás átadásával egy időben – a 193-as buszt a 35-ös és a 135-ös viszonylat váltotta fel. A két járat annyiban tért el egymástól, hogy a 135-ös a Béke tér után mindkét irányban betért a Mednyánszky utcához. 2008. augusztus 20-án megszűntek, helyettük a meghosszabbított 166-os és az új 166A és 266-os buszok jártak.

## Útvonala
| Pestszentimre, központ felé | Ferihegy vasútállomás felé |
| --- | --- |
| Ferihegy vasútállomás vá. – Nagybánya utca – Béke tér – Üllői út – Mednyánszky utca – Bartók Béla utca – Benczúr utca – Üllői út – Béke tér vá. – Királyhágó utca – Nemes utca – Vasút utca – Pestszentimre, központ vá. | Pestszentimre, központ vá. – Vasút utca – Törvény utca – Ady Endre utca – Nemes utca – Királyhágó utca – Béke tér – Üllői út – Mednyánszky utca – Bartók Béla utca – Benczúr utca – Üllői út – Béke tér – Nagybánya utca – Nap utca – Bakonybánk utca – Ferihegy vasútállomás vá. |

## Megállóhelyei
Az átszállási kapcsolatok között a Mednyánszky utcai betérés nélkül közlekedő 35-ös busz nincs feltüntetve.
| 0  | Ferihegy vasútállomás végállomás                     | 21 | 93, 200 Helyközi buszok Ferihegy                |
| 1  | Nyíregyháza utca (↓) Duna utca (↑)                   | 19 |                                                 |
| 2  | Béke tér (Nagybánya utca)                            | 18 | 193E Helyközi buszok 50                         |
| 3  | Béke tér (Üllői út)                                  | ∫  | 193E Helyközi buszok 50                         |
| 4  | Háromszéki utca (↓) Rába utca (↑)                    | 17 | 193E                                            |
| 5  | Gyergyó utca (↓) Dávid Ferenc utca (↑)               | 17 | 193E                                            |
| 6  | Laktanya (↓) Üllői út (↑)                            | 16 | 193E                                            |
| 7  | Pestszentlőrinc, Mednyánszky utca                    | 15 | 193E                                            |
| 8  | Üllői út (↓) Laktanya (↑)                            | 14 | 193E                                            |
| 9  | Dávid Ferenc utca (↓) Gyergyó utca (↑)               | 13 | 193E                                            |
| 9  | Rába utca (↓) Háromszéki utca (↑)                    | 12 | 193E                                            |
| 10 | Béke tér                                             | ∫  | 193E 50                                         |
| 11 | Béke tér (Királyhágó út) (↓) Béke tér (Üllői út) (↑) | 12 | 193E 50                                         |
| 12 | Beszterce utca                                       | 10 |                                                 |
| 13 | Halomi út                                            | 9  | 182, 282E                                       |
| 14 | Kétújfalu utca (↓) Tölgyesi utca (↑)                 | 8  | 182, 282E                                       |
| ∫  | Alacskai út                                          | 7  | 182, 282E                                       |
| 14 | Alacskai úti lakótelep                               | 6  | 182, 254, 282E                                  |
| 15 | Damjanich utca                                       | 5  | 254                                             |
| 16 | Kisfaludy utca                                       | 4  | 84, 184, 254, 284E                              |
| 17 | Ady Endre utca                                       | 3  | 84, 254                                         |
| ∫  | Vásáros tér                                          | 2  |                                                 |
| ∫  | Törvény utca                                         | 1  |                                                 |
| 18 | Pestszentimre, központ végállomás                    | 0  | 54, 55, 84, 89, 94, 94E, 166, 254 Pestszentimre |